# Estadi de la Meinau
L'Estadi de la Meinau (Stade de la Meinau) és un estadi de futbol de la ciutat d'Estrasburg, França.
El camp va ser inaugurat el 1906, i fins 1914 fou utilitzat pel club FC Frankonia. A partir d'aquest any fou la seu del RC Strasbourg. La seva darrera remodelació fou l'any 2001 i la seva capacitat actual és de 26.280 espectadors.

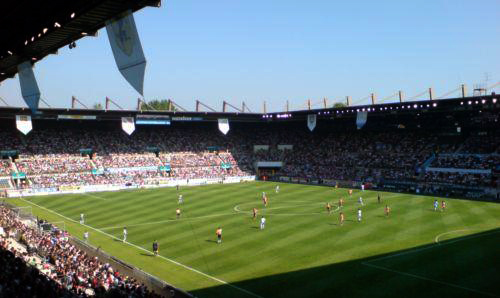
El RC Strasbourg enfront l'Olympique de Marsella a La Meinau en el primer partit de la temporada 2007/08 de la lliga francesa.